# Австралійський футбол

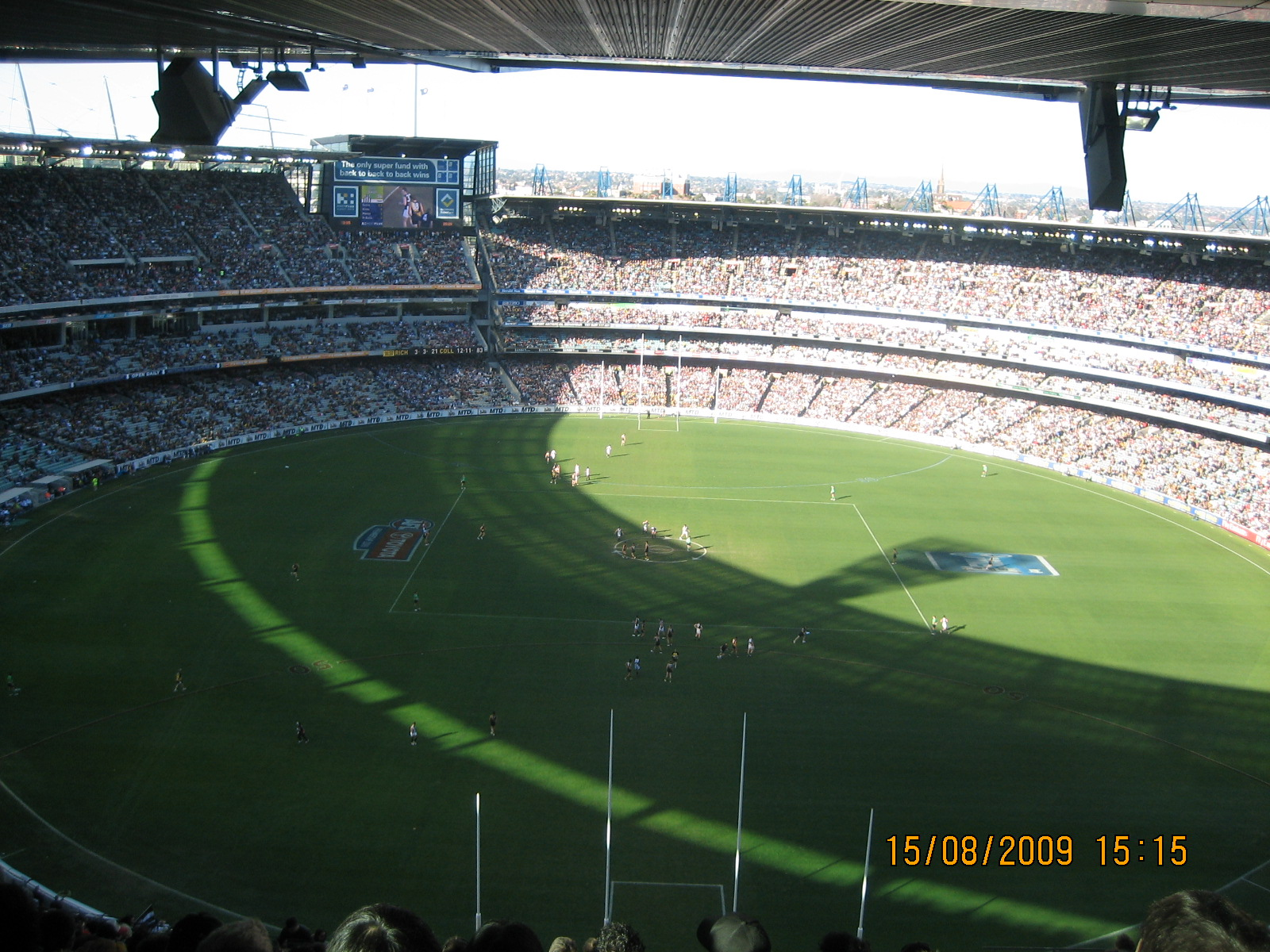
Матч на стадіоні MCG грають Richmond Football Club і Collingwood Football Club

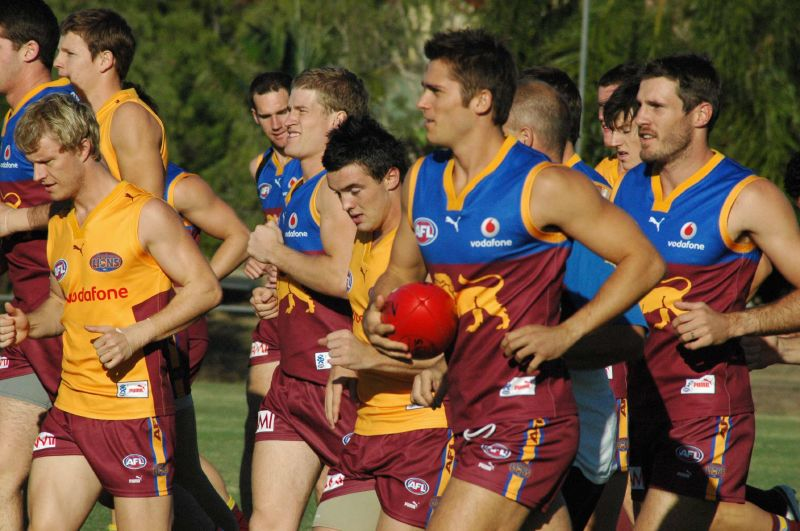
Гравці Brisbane Lions

Австралі́йський футбо́л (англ. Australian rules football, Aussie rules, озі-рулз, австралійці частіше вживають назву footy — футі) — найпопулярніший вид спорту в Австралії.

## Правила

Типове поле для гри

Грають дві команди, по 18 гравців кожна на полі овальної форми, м'ячем схожим на регбійний. При цьому вечірні ігри грають м'ячем жовтого кольору, а вдень — червоного.
На відміну від регбі тут дозволяється передавати м'яч руками вперед. Але це не є проста передача м'яча, а так званий гендбол, коли гравець тримає м'яч в одній руці і вибиває іншою.
Ворота складаються з 4-х штанг, без поперечин.
Метою гри є забити гол ногою між внутрішніми штангами, який оцінюється в шість очок. Влучення м'яча між внутрішніми і зовнішніми штангами (або у саму внутрішню штангу) називається бігайнд і оцінюється в одне очко. За м'яч забитий рукою, або суперником у власні ворота, команда отримує одне очко.

## Історія
Гра була створена у 1857 в Мельбурні Томом Вілсом, а перший офіційно задокументований матч відбувся 7-го серпня 1858 року.

Вважається, що гра виникла під впливом гельського футболу, англійського регбі та рухливих ігор австралійських аборигенів. 
Утворення в 1896 році Вікторіанської футбольної ліги дало серйозний поштовх у розвитку цього виду спорту. Гра поширилися на інші штати, але тільки починаючи з 1990 року став проводитися всеавстралійський чемпіонат під егідою Австралійської футбольної ліги. Станом на 2012 рік 10 із 18 клубів ліги базуються у штаті Вікторія.

## Міжнародні ігри
Проводиться чемпіонат світу з австралійського футболу, а на Самоа поширена власна версія футі, з елементами регбі.
Також неодноразово проводилися й зустрічі між Ірландією та Австралією за змішаними правилами гельського та австралійського футболу за міжнародними правилами.

## Українці у футі
- Алекс (Олександр) Єсауленко — один із найвидатніших гравців у австралійський футбол за всю його історію, нар. 02.08.1945 у австрійському Зальцбурзі, батько українець, мати росіянка. Грав за клуби Карлтон сезони 1967-79, досі залишається першим і єдиним гравцем Карлтона, хто забив більше 100 голів за один сезон, та Сент Кілда[en] у 1980-81. 279 голів у 444 іграх. Тренував клуби Карлтон у 1978-79 і 1989-90 та Сент Кілда у 1980-82.
- Богдан Яворський (Bohdan Jaworskyj) — нар. 14.03.1947 у Німеччині. Батько українець, мати росіянка. Грав за Готорн у 1973-75 роках. 3 голи у 67 іграх.
- Олександр Іщенко (Alex Ishchenko) — нар. 20.04.1964 в Україні. Грав за Вест Кост у 1987-88, Брисбен Беарз у 1989-91 та Північний Мельбурн у 1992-95 роках. 37 голів у 142 іграх.
- Джейсон Данильченко (Jason Daniltchenko)
- Степан Колинюк (Steven Kolyniuk) — нар. 05.07.1970. Грав за Вестерн Бульдоґз у 1987-2000 роках. 198 голів у 177 іграх.
- Джастін Старицький (Justin Staritski) — нар. 10.07.1970. Грав за Північний Мельбурн у 1991-93 та Коллінґвуд  у 1994 року. 4 голи у 26 іграх.
- Степан Кретюк (Steven Kretiuk) — нар. 04.09.1972 в Україні. Грав за Вестерн Бульдоґз у 1992-2003 роках. 11 голів у 170 іграх.
- Шейн Воєводін (Shane Woewodin) — нар. 12.07.1976.  Грав за Мельбурн у 1997-2002, Коллінґвуд  у 2003-05. 94 голи у 200 іграх. З жовтня 2000 тренує Брисбен Лайонз.
- Джейсон Перепелиця (Jason Porplyzia) — нар. 27.11.1986 в австралійській Аделаїді. З 2006 року виступає за клуб Аделаїда. 137 голів у 88 іграх.
- Джаред Петренко (Jared Petrenko) — нар. 22.12.1989, має аборигено-українське походження. Грає за Аделаїда з 2008 року. 12 голів у 29 іграх.